# まなびや
『まなびや』は、小島あきらによる日本の漫画作品。スクウェア・エニックス刊『月刊ガンガンJOKER』2009年5月号（創刊号）より第5話まで連載されていたが、同年10月号より休載中。

## 作品概要
同じ作者が『ガンガンONLINE』で連載を開始し、後に本作の休載に伴い『JOKER』へ移籍した4コマ漫画『わ!』と、一部の登場人物を始めとする世界観を共有している。神奈川県の鎌倉や江の島近辺が舞台であり、江ノ島電鉄線鎌倉高校前駅・江ノ島展望灯台等がロケーションに多用されている。

### 休載について
『JOKER』2009年10月号に掲載された告知では、作者が体調不良のため医師より仕事量を減らすよう指導を受けたことを理由に本作を休載し、代わりに『ONLINE』で不定期連載されていた『わ!』を『JOKER』で月刊連載することになった経緯が述べられている。

## ストーリー
槙嶋武は中学校の卒業当日、父親から再婚相手の菫とその連れ子である義妹の霞を紹介される。
春休みが終わり、高校の入学式当日に桜並木の下でカメラを手にたたずむ金髪碧眼の少女・白雪の美しさに思わず見とれてしまった武は思わず携帯電話で写真を撮ってしまう。翌日、中学時代からの友達もおらず、新しい友達を作ることを目標にクラブ活動を始めることにした武は映像写真部のポスターを見て入部を決意し部室棟を訪れるが、映像写真部の部室の前で白雪が無言で立ちつくしている所に出くわす。しかし、白雪は武に話しかけられると何も返答せず、そのまま部室棟を立ち去ってしまった。
その後、武と白雪は2人揃ってぶちょう以下どの部員も個性派揃いの映像写真部へ入部し、本格的に部活動へ取り組み始める。

## 登場人物
なお、作中では人名の読み仮名は全て片仮名で表記されているため、本項でもそれに従って表記する。また、各人物の誕生日・所属クラスは単行本第1巻を出典とする。また、女子の制服は『わ!』と同様にタイの色が1年・赤、2年・緑となっている。

### 映像写真部
槙嶋 武（マキシマ タケル）
主人公、高天原学園高等部1年B組。2月1日生まれ。早くに母親を亡くし、父と継母の菫・その連れ子である義妹の霞の4人家族。名字が英語で「最大」を意味するマキシマム (Maximum) を連想させるため、映像写真部（映写部）では「マックス」と呼ばれている。
特に熱中している趣味は無く、気晴らしに携帯電話で写真を撮るのが数少ない楽しみであったが入学式当日に桜並木の下でたたずむ白雪の美しさに見とれ、思わず写真を撮ってしまったことを契機に映写部の門を叩く。
ユーフォルビア＝マルギナタ＝白雪（ユーフォルビア＝マルギナタ＝シラユキ）
ヒロイン、1年D組所属。7月7日生まれ。金髪碧眼が特徴で、周囲から「ガイジン」と見られていることを本人も自覚しているが高天原学園高等部の生徒であること以外の生い立ち等は現時点では不明。常にローテンションで、滅多に笑わないが意外に表情豊か。『わ！』にも一瞬だけ出ている。
入学式以降、学園の内外で何度も武に遭遇し、最初はナンパ目的で接近しているのではないかと疑っていたがすぐに誤解は解け、武と共に映写部へ入部する。部内での渾名（あだな）は「ユキちゃん」。
使用しているカメラはライカM3。
芝 瑠璃（シバ ルリ）
1年生。上がり症で舌っ足らずな喋り方が特徴。時々自分の世界に没入して、恥ずかしい台詞を言ったりする。中学時代は特定のクラブに所属しない帰宅部で3年間を過ごしたが、高校の入学祝いでカメラを買ってもらったのを機に映写部へ入部する。第一巻のカバー裏で作者の前作『まほらば』のある人物の娘ではないかと思われる描写が描かれている。
龍胆 花輪（リンドウ カリン）
部長、2年D組所属。5月5日生まれ。ツインテールが特徴。背が低く、周囲から高校生に見られない。他の部員が花輪を呼ぶ際の二人称は平仮名で「ぶちょう」と表記される。常にハイテンションで、他人に渾名を付けるのが趣味。明るい性格だが、悪口には敏感で怒ると怖い。甘い物に目がなく、1人で大量のコッペパンを食べてしまう。
擬宝珠 夢（ギボウシ ユメ）
副部長、2年生。常に沈着冷静。ぶちょうが付けた渾名「ギボギボ」を気に入っておらず、自分では「ユメリン」と呼ばれたいと思っている。もっとも、ぶちょうのこと自身は憎からず思っているらしくぶちょう弄りを日課とする。見た目はクールな雰囲気だが、意外に毒舌な面もある。
『わ!』にも登場している。
使用しているカメラはキヤノンのIXYとEOS。
蘇芳 縁（ズオウ ユカリ）
部員。おかっぱの眼鏡っ娘で、渾名は「ユカリン」。マイペースであまり目立たないが空気の読めるノリがよい性格である。元生徒会書記。『わ!』のだい21わとだい22わにも登場している。
リコーのデジタルカメラを使用している。
竜田 薊（タツタ アザミ）
部員、2年生。いつも風船ガムを噛んでいる。ぶちょう以上にテンションが高く、暴走しやすい所が有る。ぶちょうとは犬猿の仲で互いに「アホミ」「コパンダ」と呼んで反目し合っている。『わ！』にも登場している。
金雀児 譲（エニシダ ジョウ）
部員。ぶっきらぼうで態度は悪いが不良生徒と言うわけではない。武の入部までは、三郎太と合わせて数少ない男子部員であった。普段はさばさばした性格だが、写真やカメラの話題になると途端に熱が入る。渾名は「名人」。
使用しているカメラはソニーのαとサイバーショット。
苧環 三郎太（オダマキ サブロウタ）
眼鏡が特徴の男子部員。典型的なオタクで、アニメの話を始めると止まらなくなり、いつも譲に突っ込まれている。渾名は「オダマリ」。
『わ!』のだい9わにも登場し、扉一心と親友であることがわかった。
苦艾（ニガヨモギ）
渾名は「ヨモッチ」。いわゆる幽霊部員で、第2話に名前が出て来ており、第一話の扉絵（ニガヨモギと思わしき人物と上記の映像写真部の面々の集合絵）とあわせてみると、第五話にニガヨモギらしいキャラが出ている。

### その他の学校関係者
鳥兜 光司（トリカブト コウジ）
武と同じ1年B組の男子生徒。共に芦原中学の出身で、学年テストでいつも武の順位が自分より1つ上か下だったことから一方的に武を終生のライバルに認定しているが、武の方は全くそれを自覚しておらず鳥兜が同じ中学だったこと自体を知らなかった。
ナズナ
自称エスパーな謎の女子生徒。読心術のようなことをしたり、校舎の二階から飛び降りても平然としていたりと実際にそれらしいことも出来る。武に興味を持っているようだが、その目的は不明。
岩千鳥 帝（イワチドリ ミカド）
生徒会長、2年生。『わ!』にも登場する。名前の由来はイワチドリ。
生徒会長就任前より映写部の活動内容に不満を持っており、取り潰しの機会を伺っている節が有るものの夢に何らかの弱みを握られているらしい。ぶちょうが付けた渾名は「ガンちゃん」。
千両千尋（センリョウ チヒロ）
武の所属する1年B組の担任教師。また、映写部の顧問でもある。『わ!』にも登場する。顧問ではあるが面倒が嫌いで、映写部のことは快く思っていない。

### 武の家族
武の父（タケルのちち）
下の名前は不詳。妻と死別した後、武の中学卒業と同時に再婚。とにかく再婚相手の菫を愛している。
槙嶋 菫（マキシマ スミレ）
武の継母。武の父とは再婚同士で、一人娘の霞を育てる為に働いていたが再婚を機に専業主婦となった。
槙嶋 霞（マキシマ カスミ）
中学へ入学したばかりの武の義妹。菫の連れ子であるが、武に対して警戒心を持っている節が見受けられる。

## 単行本
- 小島あきら 『まなびや』 スクウェア・エニックス〈ガンガンコミックスJOKER〉、既刊1巻
  1. 2009年10月22日初版 ISBN 978-4-7575-2704-1